# 珊瑚绒贻贝
，是贻贝目壳菜蛤科Gregariella的一种。主要分布于韩国、中国大陆、台湾，常栖息在潮间带至潮下带30米。